# Guaicaipuro (metro de Los Teques)
Guaicaipuro es el nombre que recibe una de las estaciones en funcionamiento del Metro de Los Teques, al centro norte de Venezuela en jurisdicción del Estado Miranda.
Fue inaugurada en diciembre de 2012 como la tercera estación del sistema. Recibe su nombre en honor del destacado líder indígena venezolano Guaicaipuro y por el sector donde se ubica en el Estado Miranda. En 2014 fue sometida a trabajos de reparación y mantenimiento junto con la estación Independencia.

## Características
Se encuentra a medio camino entre las estaciones Alí Primera (la segunda estación en el Estado Miranda) y la Estación Independencia inaugurada en 2013. Para el momento de su construcción fue la estación terminal, condición que solo duró un año por la edificación de la estación Independencia.
Fue proyectada para beneficiar a unas 60 mil personas diariamente, pero en conjunto con la primera estación de la línea 2 alcanza a beneficiar a unas 120 mil personas. 